# Jonas Brothers World Tour 2012/2013
Jonas Brothers World tour 2012/2013 es la octava gira musical del grupo estadounidense Jonas Brothers. La gira comenzó el 11 de octubre de 2012. Más tarde la gira fue cancelada, debido a la repentina separación de la banda en 2013.

## Lista de canciones
1. "When You Look Me in the Eyes"
2. "Much Better"
3. "Goodnight & Goodbye"
4. "That's Just The Way We Roll"
5. "Fly with Me"
6. "We Found Love" (cover de Rihanna)
7. "Give Love A Try"
8. "Turn Right"
9. "Gotta Find You" (Camp Rock song)
10. "Just In Love"
11. " Who I Am"
12. " Hold On"
13. "Critical" (St Petersburg only)[1]
14. "Let's Go" (New Song)
15. "Feel So Close" (Calvin Harris Cover) / "Feelin Alive"
16. "Paranoid"
17. "First Time" (New Song)
18. "Still In Love With You"
19. "BB Good"
20. "Last Time Around"
21. "Falling Slowly"
22. "Pushin' Me Away"
23. "Hello Beautiful"
24. "We Are Young" (Fun. Cover) / "Tonight"
25. "Wedding Bells" (New Song)
26. "A Little Bit Longer"
27. "Lovebug"
28. "SOS"
29. "Burnin' Up"

- En Latinoamérica solo cantan 22 canciones con excepción de México
- En noviembre 27 hicieron un cover de Diamonds de Rihanna.
- En noviembre 28 cantaron Yellow de Coldplay y Locked Out of Heaven de Bruno Mars.
- En noviembre 29 solo hicieron cover de Diamonds y Yellow.
- En diciembre 1 para el show en Jingle Ball: Kiss FM solo cantaron SOS, Paranoid, Let's go, Wedding Bells, Thinking Bout You cover de Frank Ocean y Burnin' Up.
- En algunas presentaciones en Latinoamérica realizaron un cover de Don't You Worry Child originalmente de la banda Swedish House Mafia.
- El 28 de febrero de 2013 en Chile, Joe con los demás cantaron This is Me
- El 2 de marzo de 2013 en Córdoba, Argentina dedicaron el recital y la canción Hello Beautiful a una fan Argentina fallecida el 1 de marzo en un accidente automovilístico.

## Fechas de la gira
| Norteamérica            |                     |                |                                                   |
| 11 de octubre de 2012   | Nueva York          | Estados Unidos | Radio City Music Hall                             |
| Asia                    |                     |                |                                                   |
| 19 de octubre de 2012   | Manila              | Filipinas      | Mall of Asia Arena                                |
| 20 de octubre de 2012   | Cebú                | Filipinas      | Cebu Waterfront Hotel                             |
| 22 de octubre de 2012   | Singapur            | Singapur       | Fort Canning                                      |
| 24 de octubre de 2012   | Kuala Lumpur        | Malasia        | Estadio Negara                                    |
| Europa                  |                     |                |                                                   |
| 6 de noviembre de 2012  | San Petersburgo     | Rusia          | Ice Palace                                        |
| 8 de noviembre de 2012  | Moscú               | Rusia          | Crocus City Hall                                  |
| Norteamérica            |                     |                |                                                   |
| 27 de noviembre de 2012 | Los Ángeles         | Estados Unidos | Pantages Theatre                                  |
| 28 de noviembre de 2012 | Los Ángeles         | Estados Unidos | Pantages Theatre                                  |
| 29 de noviembre de 2012 | Los Ángeles         | Estados Unidos | Pantages Theatre                                  |
| 1 de diciembre de 2012  | Los Ángeles         | Estados Unidos | Nokia Theatre L.A. Live                           |
| 25 de enero de 2013     | Phoenix             | Estados Unidos | Centro de Convenciones de Phoenix                 |
| Latinoamérica           |                     |                |                                                   |
| 20 de febrero de 2013   | Monterrey           | México         | Auditorio Banamex                                 |
| 22 de febrero de 2013   | México City         | México         | Palacio de los Deportes                           |
| 24 de febrero de 2013   | Caracas             | Venezuela      | Estadio de fútbol de la Universidad Simón Bolívar |
| 26 de febrero de 2013   | Viña del Mar        | Chile          | Anfiteatro de la Quinta Vergara                   |
| 28 de febrero de 2013   | Santiago            | Chile          | Movistar Arena                                    |
| 2 de marzo de 2013      | Córdoba             | Argentina      | Parque Sarmiento (Córdoba) Summer Event           |
| 3 de marzo de 2013      | Buenos Aires        | Argentina      | Estadio Arquitecto Ricardo Etcheverri             |
| 5 de marzo de 2013      | Curitiba            | Brasil         | Teatro Positivo                                   |
| 8 de marzo de 2013      | Belo Horizonte      | Brasil         | Chevrolet Hall                                    |
| 10 de marzo de 2013     | São Paulo           | Brasil         | Credicard Hall                                    |
| 12 de marzo de 2013     | Río de Janeiro      | Brasil         | Citibank Hall                                     |
| 14 de marzo de 2013     | Porto Alegre        | Brasil         | Pepsi on Stage                                    |
| 17 de marzo de 2013     | Asunción            | Paraguay       | Yacht y Golf Club del Paraguay                    |
| 19 de marzo de 2013     | Montevideo          | Uruguay        | Velódromo Municipal de Montevideo                 |
| 21 de marzo de 2013     | Ciudad de Guatemala | Guatemala      | Paseo Cayalá                                      |
| 23 de marzo de 2013     | Panamá              | Panamá         | Figali Convention Center                          |
| Norteamérica            |                     |                |                                                   |
| 10 de julio de 2013     | Chicago             | Estados Unidos | Charter One Pavilion                              |
| 12 de julio de 2013     | Indianapolis        | Estados Unidos | Klipsch Music Center                              |
| 13 de julio de 2013     | Detroit             | Estados Unidos | DTE Energy Music Theatre                          |
| 14 de julio de 2013     | Cincinnati          | Estados Unidos | Pnc Pavilion                                      |
| 16 de julio de 2013     | Cleveland           | Estados Unidos | Blossom Music Center                              |
| 18 de julio de 2013     | Toronto             | Canadá         | Pnc Pavilion                                      |
| 19 de julio de 2013     | Darien Lakes        | Estados Unidos | NY Darien Lake PAC                                |
| 20 de julio de 2013     | Wantagh             | Estados Unidos | Nikon @ Jones Beach Theatre                       |
| 22 de julio de 2013     | Boston              | Estados Unidos | Bank of America Pavilion                          |
| 23 de julio de 2013     | Uncasville          | Estados Unidos | Mohegan Sun Arena                                 |
| 25 de julio de 2013     | Holmdel             | Estados Unidos | PNC Bank Arts Center                              |
| 26 de julio de 2013     | Holmdel             | Estados Unidos | Borgata Event Center                              |
| 27 de julio de 2013     | Hershey             | Estados Unidos | Mix Tape Festival                                 |
| 29 de julio de 2013     | Bristow             | Estados Unidos | Jiffy Lube Live                                   |
| 30 de julio de 2013     | Charlotte           | Estados Unidos | Time Warner Cable Uptown Amphitheatre             |
| 31 de julio de 2013     | Raleigh             | Estados Unidos | Red Hat Amphitheatre                              |
| 2 de agosto de 2013     | West Palm Beach     | Estados Unidos | Cruzan Amphitheatre                               |
| 3 de agosto de 2013     | Tampa               | Estados Unidos | Live Nation Amphitheatre                          |
| 4 de agosto de 2013     | Atlanta             | Estados Unidos | Chastain park Amphitheatre                        |
| 6 de agosto de 2013     | Dallas              | Estados Unidos | Gexa Energy Pavilion                              |
| 7 de agosto de 2013     | Houston             | Estados Unidos | The Cynthia Woods Mitchall Pavilion               |
| 9 de agosto de 2013     | Phoenix             | Estados Unidos | Comerica Theatre                                  |
| 10 de agosto de 2013    | Las Vegas           | Estados Unidos | Mandalay Bay Events Center                        |
| 13 de agosto de 2013    | San Francisco       | Estados Unidos | America's Cup Pavilion                            |
| 14 de agosto de 2013    | San Diego           | Estados Unidos | Viejas Arena                                      |
| 16 de agosto de 2013    | Los Ángeles         | Estados Unidos | Gibson Amphitheatre                               |
| 8 de octubre de 2013    | St. Paul            | Estados Unidos | Xcel Center                                       |

### Recaudaciones
| Lugar                                                   | Ciudad         | Entradas vendidas/disponibles | Recaudación |
| ------------------------------------------------------- | -------------- | ----------------------------- | ----------- |
| Auditorio Banamex                                       | Monterrey      | 5,639 / 6,688                 | $463,282    |
| Palacio de los Deportes                                 | México City    | 12,972 / 15,550               | $751,832    |
| Estadio Olímpico de La Universidad Central de Venezuela | Caracas        | 10.850 / 12.000               | $908,397    |
| Chevrolet Hall                                          | Belo Horizonte | 1,755 / 4,763                 | $116,346    |
| Credicard Hall                                          | São Paulo      | 5,903 / 6,370                 | $452,419    |
| Citibank Hall                                           | Río de Janeiro | 3,175 / 6,916                 | $265,089    |
| Pepsi On Stage                                          | Porto Alegre   | 1,835 / 6,170                 | $151,236    |

## Conciertos cancelados
| Fecha              | Ciudad, País        | Lugar                     | Motivo    |
| ------------------ | ------------------- | ------------------------- | --------- |
| 5 de marzo de 2013 | Santa Cruz, Bolivia | Estadio Tahuichi Aguilera | Cancelado |